# Гул Земли
«Гул Земли»  (яп. 地鳴らし) — двадцать девятый эпизод расширенной версии четвëртого сезона аниме-сериала «Атака титанов» и первая часть «Финальных глав».

## Сюжет
В прошлом молодой Эрен Йегер дремал под деревом и услышал, как Микаса Аккерман сказала ему, что увидится с ним позже. Мгновение спустя он просыпается, как будто от длинного сна, и Микаса говорит ему, что они должны отправиться домой после сбора хвороста. Эрен не помнит свой сон, а Микаса замечает настроение Эрена и спрашивает, почему тот плачет.
В настоящее время в Марли мальчик по имени Рамзи показывает брату Халилу свой тайник с монетами, где он планирует прятать деньги, пока они не находят достаточно денег. Однако Халил больше обеспокоен тем, что произойдëт, если Рамзи поймают. Рамзи уже потерял правую руку. Он также может потерять и левую в качестве наказания за кражи.
Рамзи, однако, не смущëн. Зимы для беженцев суровые, и люди умирают каждый год. Вот почему он хочет, чтобы Халил раздал эти деньги всем, если он умрёт.
Когда они слышат приближение людей, они спешат спрятать деньги, но с удивлением видят, что это марлийцы, которые, бегут из города. Затем двое мальчиков чувствуют под ногами грохот земли, и видят, как титаны из стен приближаются к городу с востока.
Некоторое время назад, когда Эрен впервые посетил Рибелио, он уже знал, что когда-нибудь в будущем он убьёт всех проходящих мимо людей, и что ему суждено это сделать. Он полагает, что это произойдёт потому, что он не сможет найти другого способа для спасения Парадиза. Всё в Рибелио исчезло бы: люди, их дома, их животные и их дети. Он задаётся вопросом, что бы подумала его мать и не лучше ли было бы умереть всем элдийцам вместо остального мира, как полагал король Фриц. Но даже если число погибших было бы намного меньше, если бы элдийцы погибли, чтобы решить проблему титанов, он обнаруживает, что не может смириться с таким концом для своего народа.
Именно тогда он слышит потасовку в переулке и понимает, что уже видел, как группа торговцев избивала мальчика в его воспоминаниях о будущем. Торговцы говорят ему, что это не имеет к Эрену никакого отношения, и тот поначалу соглашается. Несмотря на то, что он понимает, что хочет спасти мальчика, ему неприятна сама мысль о том, что в будущем он убьёт и его. Несмотря на своё лицемерие, он спасает Рамзи и приходит к выводу, что будущее не изменится. Хотя Рамзи благодарен, Эрен со слезами на глазах приносит извинения. Он говорит, что мир за стенами отличается от того, о чëм он мечтал, и он был разочарован, желая стереть весь мир с лица земли.
В настоящем семья Рамзи зовёт его и Халила, потому что им срочно нужно бежать от титанов. Беженцы планируют направиться в горы, но титаны из стены преодолели их и тоже наступают с этой стороны. Беженцы возвращаются в город, чтобы найти другой путь к спасению. Во время хаоса сумка Рамзи распахивается, из неё вываливается содержимое, и Халил возвращается, чтобы спасти деньги. Рамзи бежит за ним, но двое мальчиков оказываются на пути приближающихся титанов. Халил убит разлетающимися обломками, а Рамзи раздавлен насмерть. Но за секунду до смерти он увидел прародительницу Имир, наблюдавшую за ним.
В тюрьме люди чувствуют дрожь и понимают, что происходит что-то ужасное. Никто не отвечает на их крики, и они думают, что для них настал Судный день.
Пока Эрен ведёт титанов из стены в их поход, он размышляет о том, что с самого её рождения стена перед глазами раздражала его. Армин Арлерт рассказывал ему о красивейших землях за стенами, и Эрен представлял, что люди, которым были доступны все эти виды, являлись самыми свободными людьми в мире. Теперь он добрался до этих видов, которые усеяны телами тех, кого раздавили титаны.
Не смутившись, его внутренний ребёнок поворачивается, чтобы спросить Армина, согласен ли он с ним, и взрослый Армин оказывается в Путях перед Эреном в облике ребёнка.
Армин приходит в себя и оказывается на корабле, направляющемся в Марли. Энни Леонхарт спрашивает его, зажили ли его раны. Он говорит, что зажили, и она просит его сесть рядом с ней. Она благодарит его за то, что он разговаривал с ней все те годы, пока она была заперта внутри титанического кристалла. Общение с ним и Хитч Дрейс были её единственной радостью в заточении, но она не понимает, почему Армин решил провести это время с ней.
Он отводит взгляд и краснеет, говоря, что просто хотел её увидеть. Энни настаивает на более конкретной причине, к замешательству и удивлению Армина, но когда он смотрит на неё, сидящую, уткнувшись лицом в колени, он видит, что она тоже покраснела, и замолкает. Она не уверена, почему у неё возникают эти мысли, когда прямо сейчас умирают тысячи, если не миллионы людей.
Затем Энни приходит к выводу, что он заговорил с ней только потому, что он «хороший человек», тот самый человек, который даже сейчас предпочёл бы переговорить с Эреном, несмотря на попытку его друга устроить геноцид во всем мире. Она встаёт, чтобы уйти, но Армин останавливает её, напоминая, что он ненавидит, когда его называют «хорошим человеком», ведь на самом деле он убил много людей.
Он всё ещё думает о внешнем мире, который они с Эреном хотели исследовать в детстве. Как и Эрен, он нашел это место совсем не таким, каким оно должно было быть, но он всё ещё надеется, что есть в этом мире что-то, о чëм они ещё ничего не знают.

## Отзывы
Критик Looper Майк Уорби в своей рецензии отмечает, что «Атаке титанов» в финале сериала удалось превзойти большинство остальных телешоу по степени своей жестокости. Эпизод «Гул Земли» демонстрирует ужасный и в некотором смысле бессмысленный геноцид человечества. Майк Уорби также сказал, что серия получилась крайне эмоциональной и цепляющее во время просмотра.
Критик сайта The Geekiary Джейми Суга сказала, что «Гул Земли» «впечатляет своим эмоциональным многообразием». Также критик посчитала этот эпизод и вторую часть «Финальных глав» «Грешники» одними из лучших серий за весь четвёртый сезон.